# Most na Čiovo
Most na Čiovo (oficiálně Most hrvatskih branitelja – most Chorvatských obránců, dříve most pevnina–Čiovo) je silniční ocelový zvedací most v chorvatské Dalmácii, který převádí silnici D126 přes Trogirský průliv a spojuje ostrov Čiovo na jihu s pevninou na severu. Most se klene asi kilometr východně od centra Trogiru, kde se nachází starší a kratší Čiovský most (Čiovski most), z něhož nový most po svém otevření v červenci 2018 odvedl podstatnou část dopravy.

## Historie výstavby
Druhý most na Čiovo, který by se vyhýbal historickému centru města Trogir, byl plánován již od konce 60. let 20. století, nedlouho po otevření prvního mostu (1964), jehož kapacita v sezóně brzy přestala dostačovat.
Smlouva o dílo byla uzavřena investorem, státní organizací Hrvatske ceste, a generálním dodavatelem, společností Viadukt, v roce 2015.  Výstavbu provázela řadou potíží – např. nedostatečnou prováděcí dokumentací (byl nutný nový geotechnický průzkum), dále problémem s dodávkou ocelové nosné konstrukce, kvůli níž se ve finančních problémech ocitl jak makedonský subdodavatel, tak i společnost Viadukt. Investor nakonec smlouvu vypověděl a stavbu dokončila společnost Strabag.
Most byl uveden do provozu 17. července 2018 za účasti chorvatského premiéra Andreje Plenkoviće a oslav místních obyvatel. Stavba mostu stála 207 milionů kun, z 85 % byl financován z evropských fondů.

## Popis mostu
Jedná se o zvedací most, jeho nosnou konstrukcí je ocelová ortotropní mostovka. Celkem mostní konstrukce stojí na 14 pilířích, z toho dva u plavebního prostoru jsou masivnější. Celková délka mostu činí 546,36 m, šířka konstrukce je 12 m. Šířka vozovky činí 7,1 m, po obou stranách vozovky se nachází cyklostezka a chodník (na obou stranách o šířce 2,45 m).
Šířka plavebního prostoru je 25 metrů, výškově umožňuje proplutí menším plavidlům.
Na obou předmostích jsou vybudovány okružní křižovatky, které umožňuje připojení mostu na místní komunikace. Přes navazující komunikaci D126 je most na severu napojen na silnici D8 (Jadranská magistrála), na jihu je ve výstavbě navazující úsek silnice vedoucí do centrální části ostrova Čiovo.

## Provoz
Most významně ulehčil historickému centru Trogiru (zapsaném na seznamu kulturního dědictví UNESCO) od převážně turistické tranzitní dopravy a turistům naopak usnadnil přístup k letoviskům na ostrově bez nutnosti čekat v dlouhých kolonách ve městě. Na mostě je kromě automobilové dopravy pamatováno i na cyklisty a pěší. 
Díky své zvedací konstrukci most umožňuje i vysokým plavidlům proplout do východní části trogirského přístavu, která se nachází mezi starým a novým mostem. Skutečnost, že je most zvednutý, je indikována semafory na obou koncích mostu.